# شوینیاره (استان اشوی‌داشکسیه)
شوینیاره (به لهستانی: Świniary) یک منطقهٔ مسکونی در لهستان است که در گمینا سولتس-زدروی واقع شده‌است. شوینیاره ۳۵۱ نفر جمعیت دارد.